# ゆずれない願い
「ゆずれない願い」（ゆずれないねがい）は、1994年11月9日にポリドールから発売された田村直美の4枚目のシングル。規格品番はPODH-1230。

## 概要
同楽曲は読売テレビが全国ネットで放送していたテレビアニメ『魔法騎士レイアース』の前期オープニングテーマ、カップリング曲の「あの日の二人はもういない」はテレビ東京系『住宅バラエティー 我が家・大作戦!』のエンディングテーマ曲としてそれぞれ起用されていた。売り上げ枚数120万枚超を記録し、田村の代表的楽曲となり、1995年のNHK紅白歌合戦にもこの曲で出場した。2019年3月1日には、ソニー・ミュージックエンタテインメントのアニメソング人気投票キャンペーン「平成アニソン大賞」において、1989年 - 1999年代のアーティストソング賞に選出されている。
同楽曲の発売25年を記念して、JOYSOUNDで本人歌唱バージョン、デュエットバージョン、ハモリバージョンなどの「うたスキ動画」が、2019年11月8日から2020年3月31日までの期間限定で公開された。
2022年7月2日に日本テレビ系で生放送された音楽番組『THE MUSIC DAY』に生出演し、コーナー企画「絶対に忘れられない名曲メドレー」で同楽曲を披露している。
同楽曲のアンサーソングとして、アルバム『Rockfield willow』に収録された「Hello again」が制作されている。

## 収録内容
| 全作詞・作曲: 田村直美、全編曲: 鷹羽仁、井上龍仁。 |                                          |          |            |      |
| #                                                  | タイトル                                 | 作詞     | 作曲・編曲 | 時間 |
| 1.                                                 | 「ゆずれない願い」                       | 田村直美 | 田村直美   | 3:54 |
| 2.                                                 | 「あの日の二人はもういない」             | 田村直美 | 田村直美   | 4:44 |
| 3.                                                 | 「ゆずれない願い」(オリジナル・カラオケ) | 田村直美 | 田村直美   | 3:52 |
| 合計時間:                                          | 合計時間:                                | 12:30    |            |      |

## レコーディング参加
- 北島健二（FENCE OF DEFENSE） - ギター
- 坂井紀雄 - ベース
- 渡嘉敷祐一 - ドラム
- 鷹羽仁 - キーボード

## 収録アルバム
- N'（#1、1995年6月1日）[11]
- Thanx a Million（#1、オリジナルとUNPLUGGED Version、1996年12月21日）[12]
- GOLDEN☆BEST 田村直美（#1、#2、2004年9月8日）[13]
- Tamura Naomi A.K.A. Sho-ta Sho-ta A.K.A. Tamura Naomi（#1、2007年1月21日）[14]
- Pearly Gate（#1のみ、2010年2月24日）[15]
- リスペクト フォー アニソン（#1、2012年7月11日）[16]

## カバーしたアーティスト
ゆずれない願い
- 石田燿子 - アルバム『ウルトラアニメユーロビートシリーズ　パラパラMAX～THE POWER OF NEW ANIMATION SONGS～』収録（2000年9月22日）[17]
- 下川みくに - アルバム『Remember〜青春アニソンハウスアルバム〜』収録（2006年3月15日）[18]
- 桃井はるこ - アルバム『桃井はるこ COVER BEST カバー電車』収録（2007年6月20日）[19]
- YURiE - アルバム『EXIT TRANCE PRESENTS CODE SPEED アニメトランス BEST』収録（2007年9月19日）[20]
- 緒方恵美 - アルバム『アニメグ。』収録（2007年10月03日）[21]
- 遠藤正明 - アルバム『ENSON2』収録（2008年12月17日）[22]
- 鹿野優以 - アルバム『百歌声爛 女性声優編』収録（2007年10月3日）[23]
- 喜多村英梨 - アルバム『百歌声爛 女性声優編Ⅱ』収録（2008年1月23日）[24]
- romi - アルバム『あのうた2』収録（2009年5月20日）[25]
- 中川翔子 - アルバム『しょこたん☆かばー3 〜アニソンは人類をつなぐ〜』収録（2010年3月10日）[26]
- HIMEKA - アルバム『ラブ アニソン 〜歌ってみた〜』収録（2010年3月3日）[27]
- アニメタルUSA - アルバム『アニメタルUSA W』収録（2012年6月6日）[28]
- THE BEETHOVEN - アルバム『V-ANIME ROCKS evolution』収録（2013年10月2日）[29]
- SHIHORI - アルバム『電光石火!アニソンカバーMIX!!』収録（2013年10月30日）[30]
- 高原歩美 & 五位堂 結 starring 竹達彩奈 ＆ 高垣彩陽 - アルバム『神のみぞ知るセカイ キャラクター・カバーALBUM2 〜選曲：若木民喜〜』収録（2014年2月12日）[31]
- 榊原ゆい - アルバム『LOVE×Cover Songs2』収録（2015年1月28日）[32]
- Machico - 『COLORSII -RML-』（2015年4月8日）[33]
- レヴィ・エリファ - アルバム『Prismatic Colors』収録（2020年10月28日）[34]
- 河野都   (CV:倉岡水巴 - 22/7) - スマートフォンアプリ『22/7 音楽の時間』に収録（2020年10月20日）[35]
- towana（fhána）- カバーソングプロジェクト「CrosSing 7th Season」にてカバー。(2023年12月13日配信リリース）[36]
- 椎名へきる - セルフカバーアルバム「HARMONY STAR」ボーナストラックに収録。（2024年5月8日）[37][38]

あの日の二人はもういない
- 柴咲コウ - アルバム『続こううたう』収録（2016年7月20日）[39]

## ゲームへの収録
- PlayStation 2用ゲームソフト『pop'n music14 FEVER!』 - 本人歌唱によるアレンジバージョンが収録されている[40]。
- スマートフォンアプリ『REFLEC BEAT plus』 - 本曲を含めた4曲が「田村直美 PACK」として2013年11月20日に配信された[41]。